# Pseudocyphellaria
Pseudocyphellaria — рід лишайників родини Lobariaceae. Назва вперше опублікована 1890 року.

## Опис
Великі, листяні лишайники, які іноді називають "гусячий лишайник" (англ. specklebelly).

## Поширення та середовище існування
Більшість псевдоцифелларій ростуть на деревах у прибережних районах - від субтропіків до бореальних зон, хоча іноді можна зустріти деякі види, що ростуть на мохових скелях. Багато видів Pseudocyphellaria обмежені старими лісами у вологих районах, і тому вони під загрозою зникнення через інтенсивне вирубання дерев. Надлишок світла від рубок може також завдати шкоди лишайникам. Оскільки вониростуть переважно в ненезайманих лісах, види Pseudocyphellaria часто використовуються як показники цінних прадавніх лісів.

## Галерея

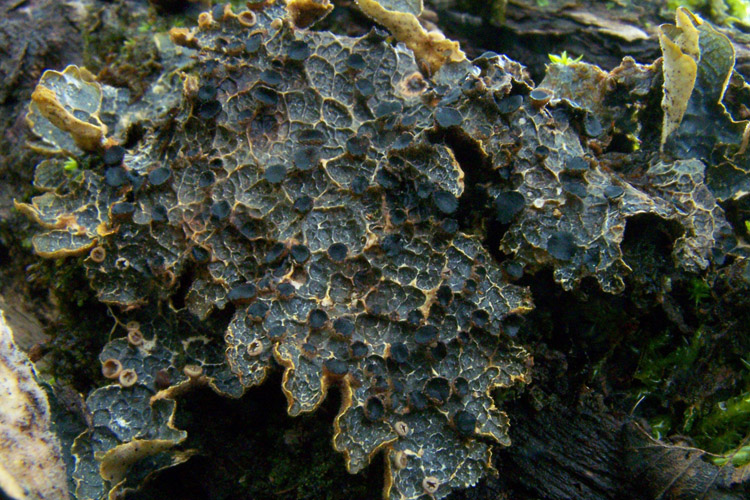
Pseudocyphellaria corifolia
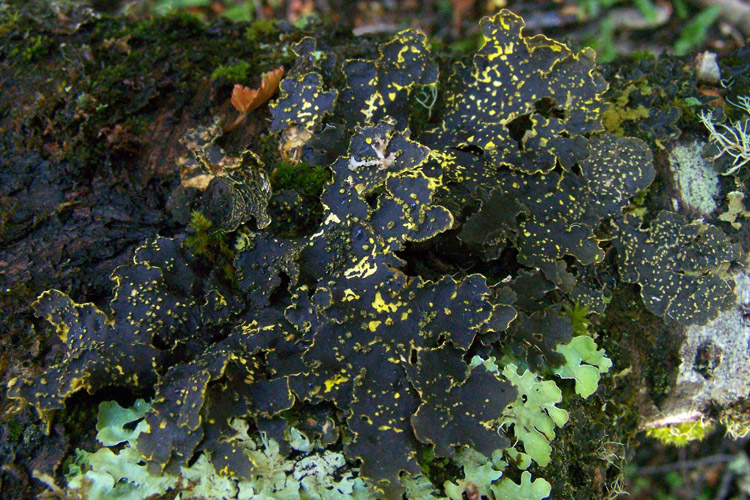
Pseudocyphellaria granulata
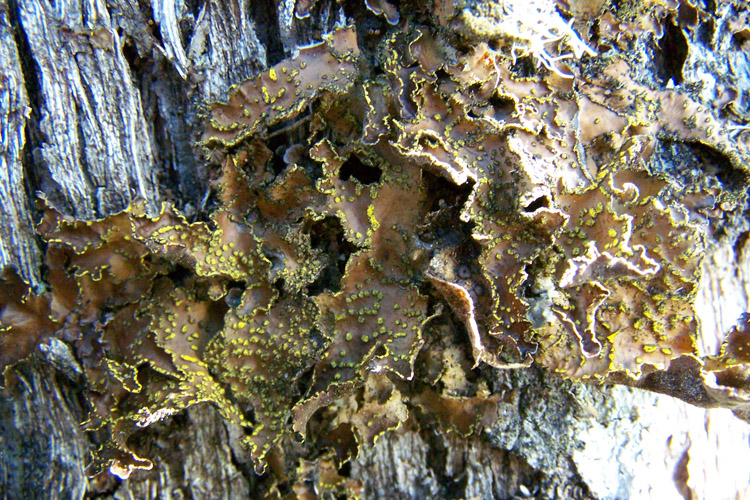
Вид Pseudocyphellaria
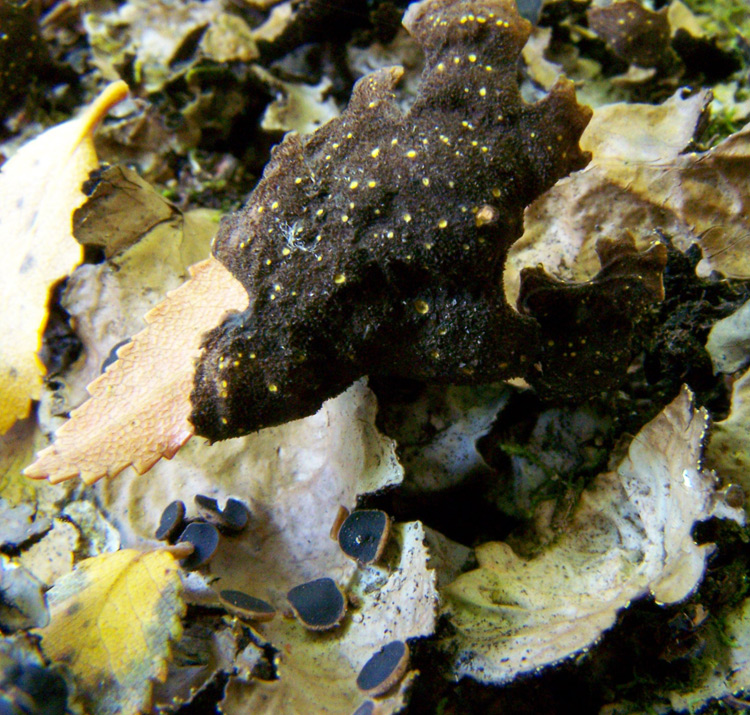
Вид Pseudocyphellaria